# Artin Penik

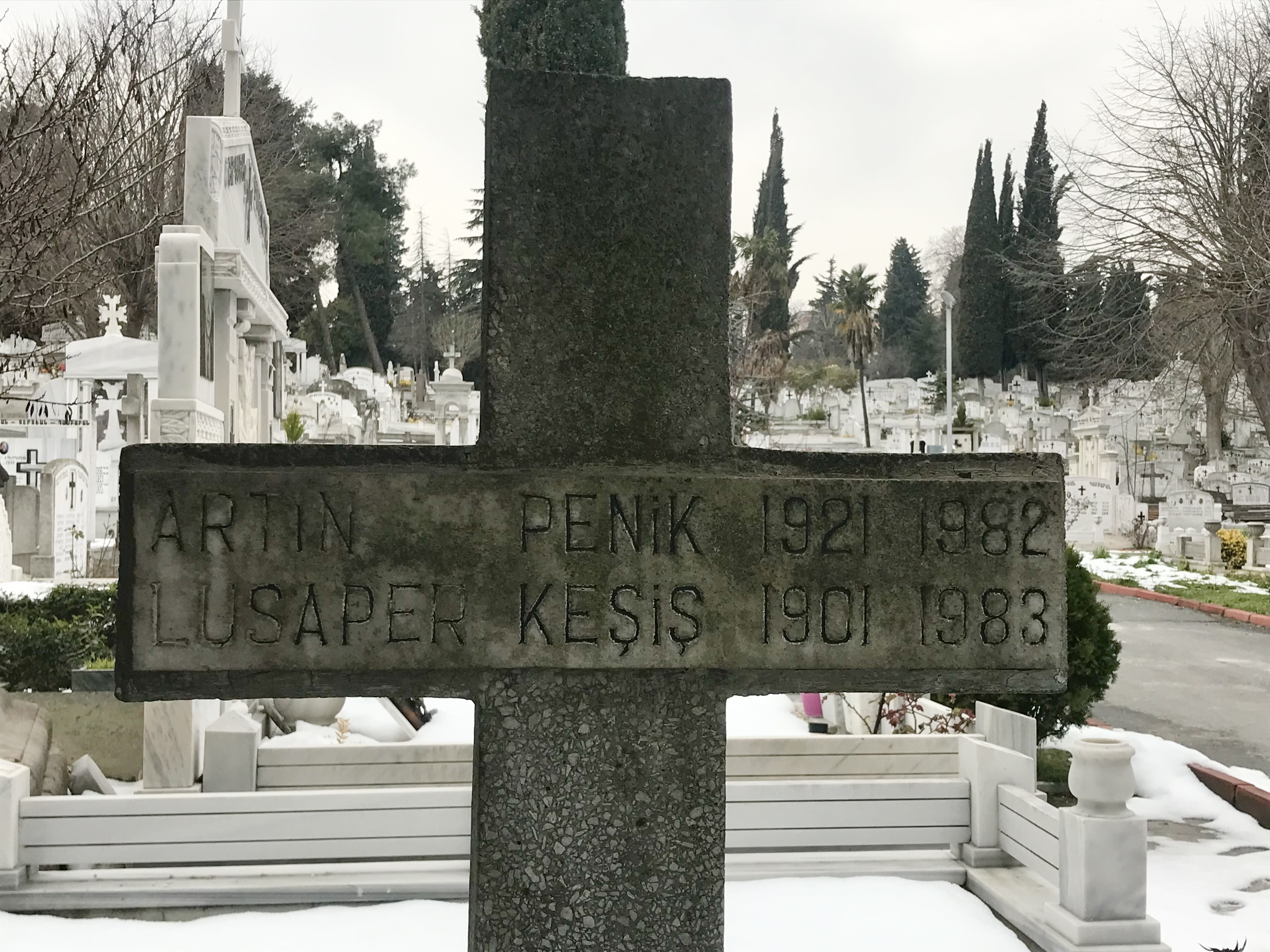
Artin Penik's graf op de Balıklı Armeense begraafplaats in Istanboel

Artin Penik (1921 – 15 augustus 1982) was een Turkse kleermaker van Armeense afkomst die zichzelf op 10 augustus 1982 in brand stak op het Taksimplein in Istanboel om te protesteren tegen de Armeense terreurbeweging ASALA.

## Zijn motivatie
ASALA had op 7 augustus 1982 op het vliegveld Esenboga in Ankara een aanslag gepleegd, waarbij acht burgers gedood werden en 72 gewond raakten. 
Om tegen deze aanslag te protesteren stak Artin Penik zichzelf op het Taksimplein in brand op 10 augustus 1982. Hij werd meteen naar het dichtstbijzijnde ziekenhuis vervoerd waar hij een twee uur lang durende operatie onderging. Meteen hierna werd hij in -1 graden water gewassen. Het mocht echter niet baten, na een kleine week, op 15 augustus 1982, overleed Penik in het ziekenhuis aan zijn brandwonden.

## Na zijn dood
Tijdens zijn vijfdagelijkse verblijf in het ziekenhuis was Artin Penik meermaals in staat om een verklaring af te geven voor zijn daad. Dit werd vervolgens ook opgenomen door aanwezige leden van de pers. Penik haalde hard uit tegen de Armeense terreurbeweging ASALA die met hun bomaanslagen het Turkse en Armeense volk tegen elkaar zouden opzetten. In woede zou Penik benzine over zichzelf uitgegooid hebben om zo de daden van de ASALA te protesteren; hij zou alleen en uit frustratie gehandeld hebben.